# Datum Peak
Der Datum Peak ist ein 1575 m hoher Berg im ostantarktischen Viktorialand. Er ragt 2,6 km westlich des Williams Peak oberhalb der Südflanke des Gauß-Gletschers nahe dem südwestlichen Ausläufer des Hobbs Ridge auf.
Wie zahlreiche weitere geografische Objekte in der Umgebung, so ist auch dieser Berg nach einem der Geodäsie entlehnten Begriff benannt. Die Benennung nahm das New Zealand Geographic Board im Jahr 1993 vor. Namensgebend ist das geodätisches Datum.